# Erigonoplus kirghizicus
Erigonoplus kirghizicus är en spindelart som beskrevs av Andrei V. Tanasevitch 1989. Erigonoplus kirghizicus ingår i släktet Erigonoplus och familjen täckvävarspindlar.
Artens utbredningsområde är Kazakstan. Inga underarter finns listade i Catalogue of Life.